# Toulon-sur-Arroux
Toulon-sur-Arroux és un municipi francès situat al departament de Saona i Loira i a la regió de Borgonya - Franc Comtat. L'any 2009 tenia 4.353 habitants.

## Història
| Data d'elecció                           | Identitat       | Partit | Qualitat |
| ---------------------------------------- | --------------- | ------ | -------- |
| 1945-1953                                | Jean Loriau     |        |          |
| 1953-1964                                | Jean Bernigaud  |        |          |
| 1964-1971                                | Jean Loriau     |        |          |
| 1971-1985                                | Pierre Suchot   |        |          |
| 1985-1995                                | Louis Frizot    |        |          |
| 1995-2008                                | Paul Dumont     |        |          |
| 2008-                                    | Bernard Guillot | PS     |          |
| les dades anteriors no són pas conegudes |                 |        |          |
|                                          |                 |        |          |

## Demografia
| A partir de 1990: Població sense dobles comptes |